# Manila Standard
Le Manila Standard, anciennement le Manila Standard Today et The Standard, est un journal des Philippines fondé en 1987. Il s'agit d'un quotidien grand format en anglais paraissant le matin avec un tirage d'environ 130 000 exemplaires. Le journal est aussi sur internet depuis 2002.

## Histoire
Rod Reyes, un journaliste ayant notamment travaillé à ABS-CBN, le Manila Times et le Manila Chronicle, fonde le Manila Standard en 1987 avec l'aide et le financement du groupe de Manuel Elizalde. Le premier numéro paraît le 11 février 1987, et Reyes en est le premier éditeur et rédacteur-en-chef. En 1988 le quotidien abandonne le grand format pour le format tabloïd.
En 2005, le journal fusionne avec le Today pour former le Manila Standard Today. Le journal est rénové en 2015 avec un format agrandi et un nouveau titre, The Standard ou The New Standard, puis revient à son nom original et au grand format en 2016.
Plusieurs propriétaires acquièrent le journal à la suite de ses fondateurs : Alfonso Yuchengco de 1991 à 1997, le milliardaire Enrique K. Razon de 1997 à 2010, l'homme politique et entrepreneur Martin Romualdez de 2010 à nos jours,.

## Tirage
Le Manila Standard est tiré à 130 000 exemplaires par jour en 2012 selon la Philippine Statistics Authority, ce qui en fait le quatrième ou cinquième quotidien grand format le plus diffusé du pays. Plus généralement, le journal est considéré comme l'un des cinq principaux du pays.

## Ancien logo

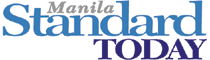
Manila Standard Today.
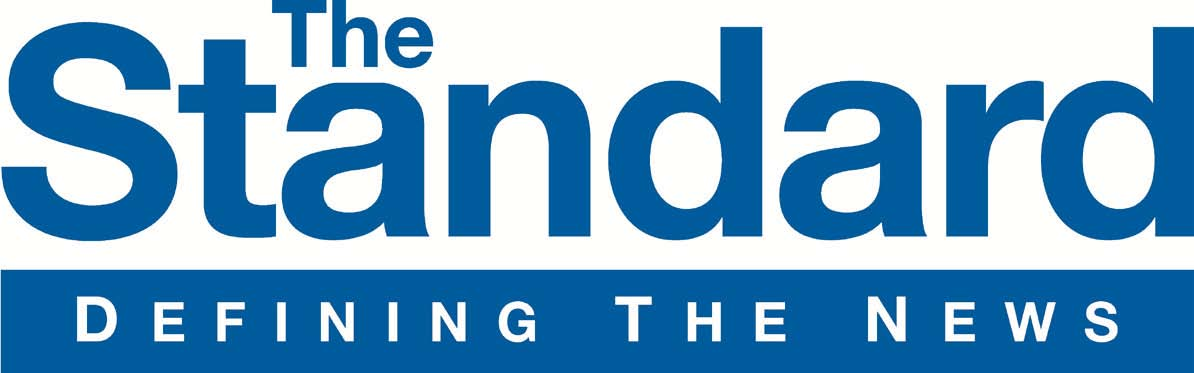
The Standard.